# Cambarus nerterius
Espèce
Statut de conservation UICN

 NT  : Quasi menacé
Cambarus nerterius est une espèce d'écrevisses, appartenant à la famille des Cambaridae. Elle est endémique des États-Unis.